# Lisewo (województwo warmińsko-mazurskie)
Lisewo – wieś w Polsce położona w województwie warmińsko-mazurskim, w powiecie ełckim, w gminie Kalinowo.
W latach 1975–1998 miejscowość administracyjnie należała do województwa suwalskiego.
Na wniosek prokuratora ełckiego proboszczem miejscowej parafii w 1481 został ksiądz z diecezji płockiej Jan z Gostrowa, a w roku 1486 na wniosek komtura z Rynu Rudolpha von Tippelskircha proboszczem został Mathias, także z diecezji płockiej.